# Groot Eiland

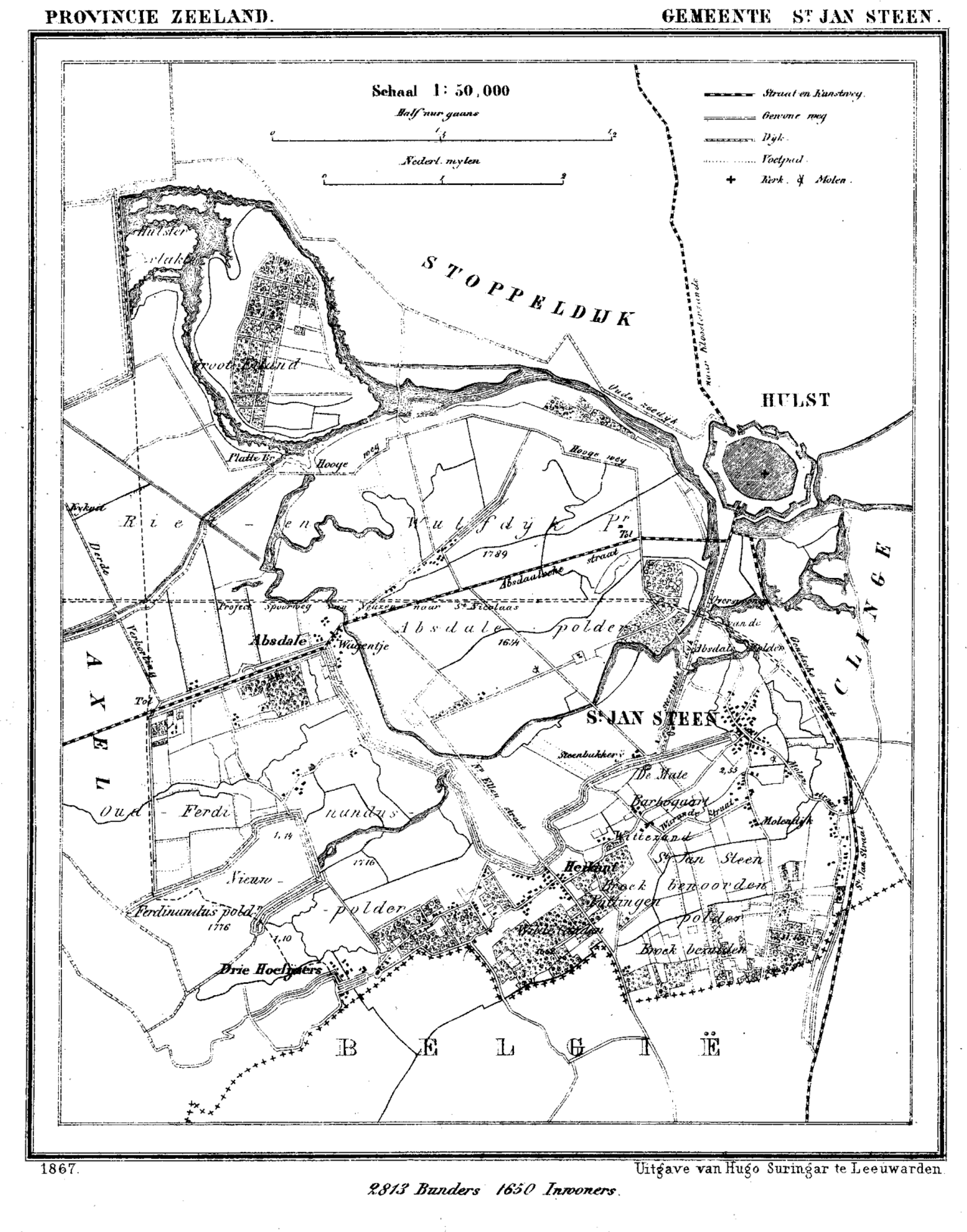
Kaart uit 1867 van de gemeente Sint Jansteen waarop het landgoed Groot Eiland staat aangegeven.

Groot Eiland (niet te verwarren met Het Eiland) is een landgoed en een natuurgebied in de gemeente Hulst in Zeeuws-Vlaanderen te Nederland. Het landgoed Groot Eiland is in privébezit. Groot Eiland bestaat uit enkele landbouwgronden, een woning, verscheidene kreken zoals De Auwel, een groot bos en een klein bos. Het kleine bos ligt op een lap grond die ook wel het Hulster Vlak wordt genoemd. Het Landgoed is omringd door een dijk en is door middel van de Oude Vaart verbonden met de stad Hulst. Ten noorden van Groot Eiland liggen de voormalige batterij Luntershoek en de gelijknamige buurtschap Luntershoek.

## Geschiedenis
Vanouds had de stad Hulst een haven, Saxhaven genaamd. Oorspronkelijk was deze bereikbaar via de Saxvliet. Deze verzandde echter geleidelijk.
Ondertussen hadden de Cisterciënzer monniken van Cambron-Casteau zich in 1223 te Stoppeldijk gevestigd. Zij vingen aan met de inpoldering van grote gebieden in de omgeving van het Hellegat. Aan dit alles kwam abrupt een einde tijdens de Tachtigjarige Oorlog: De dijken werden doorgestoken en vooral in 1584 en 1585 kwamen grote delen onder water te staan en schuurde het Hellegat uit, een zeearm waarvan de monding op 5 km ten westen van Kloosterzande lag, de tegenwoordige Hellegatpolder. De ondergelopen polders stonden bekend als het Verdronken Land van Cambron.
Pas in 1643 begon men het verloren gegane gebied weer in te polderen en in 1645 kwam de Stoppeldijkpolder als eerste gereed. Hierdoor werd de voormalige Saxvliet van zee afgesneden. Verdere polders volgden van 1707-1770, waarmee het gebied van Cambron vrijwel geheel teruggewonnen was.
Ten westen van Hulst -en ten zuiden van bovengenoemd gebied- lag het gebied van Riet- en Wulfsdijk. Dit stond bekend als Zoot Wael en Zootpolder, wat aangaf dat het een laaggelegen brakwatermoeras was, niet erg geschikt voor de landbouw. Toen in 1789 de Absdalepolder en de Riet- en Wulfsdijkpolder werden gewonnen, bleef in de laatste nog een eiland bestaan. Dit werd het Volderseiland genoemd, naar de toenmalige eigenaarsfamilie. Tegenwoordig staat dit bekend als het Groot Eiland. De polder kwam tot stand door het Hellegat af te dammen bij Luntershoek, en de vaarweg naar Axel bij Kijkuit. Bij Luntershoek kwam ook een sluis, de Hulsterse Sassing, om het scheepverkeer naar Hulst nog mogelijk te maken.
Nu versnelde de aanslibbing in het Hellegat en nieuwe bedijkingsplannen werden geboren. In 1845 werd het Hellegat, nabij Stoppeldijkveer, definitief afgesloten en daarmee verdween ook de scheepvaartweg naar Hulst. Toen werd ook de Catharinapolder, tussen genoemde dam en het Groot Eiland, aangelegd. Het kaartje toont de situatie van ná de aanleg van deze polder. In 1926 werd het laatste stuk van het Hellegat ingedijkt.

## Tweede Wereldoorlog
Na de Tweede Wereldoorlog diende Groot Eiland enige maanden als interneringskamp voor vermeende collaborateurs. Het kamp ging open na de bevrijding in september 1944 en sloot de poorten ruim een half jaar later. Het kamp werd gerund door de Binnenlandse Strijdkrachten. Het kamp was berucht: er zou sprake sprake zijn van mishandeling, diefstal, aanranding en verkrachting. In februari 1946 worden bij Groot Eiland de lichamen opgegraven van twee vrouwen die werden verdacht van heulen met de vijand, Marie Antheunis en Debora van Es. Ze werden na de bevrijding gedood. Over de moorden verscheen de radiodocumentaire 'Moord in Axel' van de VPRO. Daarin wordt wel de naam van de mogelijke dader genoemd. Rianne Oosterom vond in archieven de bekentenis van in ieder geval 1 dader en schreef het verhaal op in haar boek Moffenmeiden. De Zeeuwse muzikant Broeder Dieleman maakte een lied over de moorden: 't Groot Eiland.

## Natuurgebied
Het Groot Eiland ondertussen was en bleef een particulier landgoed, dat tegenwoordig eigendom is van de familie Bekaert. Op het Groot Eiland werd eertijds een populierenbos aangeplant.
Het is een zoetwatermoerasgebied dat vrijwel geheel omringd is door kreken en vormt een belangrijk natuurgebied. Het gebied was lang ontoegankelijk voor het publiek, maar in oktober 2011 werd een wandelpad geopend, terwijl ook een uitzichttoren werd gebouwd. Daarnaast werd er landbouwgrond in natuurgebied omgezet.

## Trivia
De Zeeuwse schrijver en dichter Jacques Hamelink publiceerde in 1992 een dichtbundel getiteld "Groot Eiland".

## Externe bron
- Wandelpad